# Іпполіто Рімінальді
«Іпполіто Рімінальді» або «Невідомий з сірими очима» (нім. Porträt eines jungen Mannes) — один з відомих чоловічих портретів пензля Тіціана.

## Тиціан-портретист

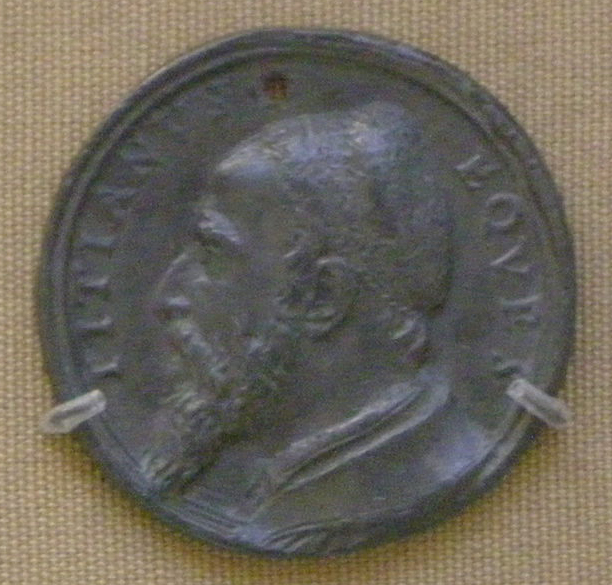
Медальєр Пасторіно, 1545 р, Тіціан, Британський музей

Тиціан брався писати портрети і добре це робив. Здається, він сам отримував задоволення від спостережень за першою неголеною бородою (Томмазо Мості, Палаццо Пітті, Флоренція), рухливим підлітком, швидким, наче миша (Раннучо Фарнезе, місто Вашингтон), за розкішними шатами дівчини, ім'я якої забулося, а звуть яку тепер просто La Bella — («Красуня», Палатинська галерея, Палаццо Пітті).

## Авантюрні риси в  характері
Але авантюрний майстер робив і сумнівні речі. Портрет короля Франції Франциска І він малював по медалі, що привезли Тіціану. Тому й король на портреті — тільки у профіль, бо не позував майстру наживо. Пристаркувата Ізабелла д'Есте надіслала йому малюнок 20-річної давнини, бо бажала бачити себе на портреті Тіціана молодичкою. І він зробив її молодичкою,  адже гроші — не тхнуть... Зовсім не можна довіряти портрету Ізабелли Португальської. Вона померла, а митцю замовили портрет. Він і зробив-жінку мрію, жінку ідеал, жінку фантом, яку ніколи сам не бачив.

## Портрет «Невідомого з сірими очима»
Але інколи він вбачив у моделі втілення майже свого ідеалу сучасника. Тоді Тіціан кидав на полотно не фарби, а саме життя. І з'являлись шедеври (Іпполіто Рімінальді, Палаццо Пітті). Розпалена загадкою полотна свідомість глядачів кого тільки  не вбачала в ньому: і молодого англійця, і італійського юриста, і навіть Гамлета.
Портрет має декілька назв через невизначеність, хто саме став моделлю для картини. Враховуючи, що Тіціан був дуже дорогим майстром, то це особа непересічна. Адже він був придворним художником самого короля Карла V з правом проживання в Венеції. І так званий «Іпполіто Рімінальді» належить до вищих верств населення. Серед кандидатів на зображення декілька різних осіб — феррарський юрист, володар невеличкого італійського князівства, онук папи римського з родини Фарнезе тощо. Найпоширеніші назви — «Іпполіто Рімінальді» та «Невідомий з сірими очима», але і вони неостаточні. Портрет вважають найкращим у надбанні художника. Він входить в низку шедеврів майстра і є родзинкою портретної збірки палаццо Пітті, разом з полотном Рафаєля Санті «Донна Велата».